# Томицы (станция)
То́мицы (карел. Tomičču, фин. Tomitsa) — узловая железнодорожная станция на 411,6 км линии Лодейное Поле — Медвежья Гора и первая станция линии Суоярви I — Петрозаводск. К станции примыкают три перегона: Томицы — Блокпост 417 км в чётном направлении (двухпутный перегон), Томицы — Петрозаводск-Товарный в нечётном направлении (двухпутный перегон) и Томицы — Чална-Онежская в чётном направлении (однопутный перегон).

## Общие сведения
Станция территориально находится в одноимённом районе города Петрозаводск и имеет, в основном, грузовое предназначение: от обеих горловин расходятся подъездные пути на Деревообрабатывающий комбинат «Калевала» , газонаполнительную станцию ОАО «Карелгаз» , ОАО Карельский хладокомбинат (ликвидирован) , склад ГСМ и ТМ Карельский профиль (ООО «Уютный дом»).

Станция оборудована постом электрической централизации для обеспечения полуавтоматической блокировки на обеих линиях. Пост ЭЦ находится в двухэтажном здании, в котором также располагается дежурный по станции. В пяти километрах от станции (от блок-поста 417 км) двухпутная линия Лодейное Поле — Медвежья Гора временно становится однопутной.
До 1 ноября 2009 года по станции проходил пригородный поезд до станции Суоярви I. Отменён по причине низкого уровня загрузки пассажирских перевозок и ростом убытков железной дороги.
По состоянию на 2019 год на станции имеет остановку одна пара пригородных поездов сообщением Петрозаводск — Медвежья Гора — Петрозаводск. Все пассажирские поезда тарифной остановки на станции не имеют.

## История
Постановлением Совета народных Комиссаров Карельской АССР № 1052 от 11 октября 1938 г. на разъезде № 1 Томицы Кировской ж. д. в  связи со строительством Сулажгорского кирпичного завода были открыты коммерческие операции.
Строительство линии Суоярви — Петрозаводск протяженностью почти в 130 километров было начато в марте 1939 года в связи с началом Зимней войны. Участок был построен советскими строителями всего за 3,5 месяца, и уже в марте 1940 года на линии было открыто движение. С 1941 по 1944 Финляндия по-новой захватила Олонецкий перешеек, в результате чего все станции и остановочные пункты линии получили финские наименования (Сулажгора превратилась в Suolusmäki). Местом примыкания новой железнодорожной линии стала станция Сулажгора, позднее получившая современное наименование по названию реки Томица, протекавшей в двух километрах от станции.
В 1980-х годах станция обслуживала Петрозаводский химлесхоз, комплекс сооружений Прионежского объединения "Госкомсельхозтехники", опытный межрайонный совхозный холодильник, также принимали и отправляли грузы Силикатный и кирпичный заводы, Соломенский лесопильно-мебельный комбинат, база "Росбакалеи", холодильник республиканского торга.

### Интересный факт
Финское командование было заинтересовано в быстром захвате Петрозаводска. Решающее наступление финских войск началось 20 сентября 1941 года. 30 сентября, после продолжительных боёв, положение защитников города резко ухудшилось. Противнику удалось прорвать нашу оборону и перерезать у железнодорожного переезда в северной горловине станции Сулажгора (сегодняшняя станция Томицы) шоссейную дорогу на Кондопогу. 1 октября, в связи с угрозой окружения, был получен приказ командования об отходе основных частей, оборонявших город. 8-й пехотный полк Финляндии продолжил движение на восток, вдоль берега Онежского озера.

## Пассажирское движение
По состоянию на 2025 год по станции проходит ежедневно одна пара электропоездов сообщением «Медвежья Гора — Петрозаводск-Пасс. — Медвежья Гора», а также электричка «Кондопога — Ладва».

## Галерея
- Станция Томицы
- Вид в сторону блокпоста 417 км и ст. Чална-Онежская.
- Вид в сторону ст. Петрозаводск-Товарный.
- Новые табличка и пассажирский павильон на перроне.
- Пост ЭЦ.